# Justicia subpaniculata
Justicia subpaniculata är en akantusväxtart som beskrevs av Raymond Benoist. Justicia subpaniculata ingår i släktet Justicia och familjen akantusväxter. Inga underarter finns listade i Catalogue of Life.